# Dudu Cearense
Dudu Cearense, auch Dudu genannt, (* 15. April 1983 in Fortaleza; eigentlich Alexandro Silva de Sousa) ist ein ehemaliger brasilianischer Fußballspieler.

## Karriere

### Vereine
Dudu Cearense wurde vom brasilianischen Verein EC Vitória entdeckt und verpflichtet. In seiner ersten Saison bei der Profimannschaft gewann er die Staatsmeisterschaft von Bahia und etablierte sich in der Folgezeit als Stammspieler des Vereins.
2004 wurde er mit einigen europäischen Vereinen in Verbindung gebracht, entschied sich jedoch für einen Wechsel nach Japan zu Kashiwa Reysol. Nach nur elf Spielen entschied man sich jedoch, Dudu nach Europa zu verleihen, wo er zu Stade Rennes kam. So wurde man in Russland auf ihn aufmerksam und 2005 wurde er von ZSKA Moskau verpflichtet. Dort gelang ihm in der ersten Saison der Sieg der Meisterschaft und des nationalen Supercups. Zur Spielzeit 2008/2009 wechselte Dudu für sechs Millionen Euro zum griechischen Verein Olympiakos Piräus. Dort erhielt der Brasilianer einen Dreijahresvertrag, der ihm pro Spielzeit 1,5 Millionen Euro einbringt. Im Sommer 2011 wechselte Dudu Cearense zum brasilianischen Klub Atlético Mineiro. Im Juni 2012 gab der Klub bekannt, dass sie den Spieler freigestellt haben.
Anfang September 2012 gab der Goiás EC die Verpflichtung von Dudu Cearense bekannt. Anfang 2014 verließ er den Klub wieder. Er versuchte sich nochmal im Ausland. Zunächst ging Dudu Cearense im Januar zu OFI Kreta, um noch im Juli nach Israel zu Maccabi Netanja wechseln. Aufgrund einer Verletzung kam er für den Klub in der Liga zu keinen Einsätzen. Nur im Ligapokal trat er zweimal an. Im September des Jahres kündigte der Klub den Vertrag mit Dudu vorzeitig.
Dudu ging in seine Heimat zurück. Anfang 2015 unterzeichnete er einen neuen Kontrakt beim Fortaleza EC. Der Kontrakt erhielt eine Laufzeit über zwei Jahre. Nach dem Sieg in der Staatsmeisterschaft von Ceará 2016, wechselte Dudu Cearense erneut. Er bekam beim Botafogo FR aus Rio de Janeiro einen Vertrag. Der Vertrag wurde Anfang Januar 2018 erneuert. Nach der Meisterschaft 2018 lief sein Vertrag bei Botafogo aus.
Im März 2019 gab Dudu Cearense seinen Rücktritt vom Profisport bekannt.

### Nationalmannschaft
2003 nahm Dudu für Brasilien an der U20-Weltmeisterschaft teil und traf dabei vier Mal. Ein Jahr später gewann er mit der brasilianischen Nationalmannschaft die Copa América.

## Erfolge
Vitória
- Staatsmeisterschaft von Bahia: 2000, 2002
- Copa do Nordeste : 2003

ZSKA Moskau
- Russischer Meister: 2005, 2006
- Russischer Fußballpokal: 2005/06, 2007/08
- Russischer Fußball-Supercup: 2005, 2006

Olympiakos
- Griechischer Meister: 2008/09, 2010/11
- Griechischer Fußballpokal: 2008/09

Atlético Mineiro
- Staatsmeisterschaft von Minas Gerais: 2012

Goiás
- Campeonato Brasileiro de Futebol – Série B: 2012
- Staatsmeisterschaft von Goiás: 2013

Fortaleza
- Staatsmeisterschaft von Ceará: 2015, 2016

Botafogo
- Staatsmeisterschaft von Rio de Janeiro: 2018

Nationalmannschaft
- Copa América: 2004
- Junioren-Weltmeister: 2003
- Torschützenkönig der Junioren-Weltmeisterschaft: 2003